# Линде, Ганс-Мартин
Ганс-Мартин Ли́нде (Hans-Martin Linde) (24 мая 1930, Верне) — немецкий и швейцарский дирижёр и флейтист, видный представитель движения аутентичного исполнительства.

## Очерк биографии и творчества
В 1951 году окончил Высшую музыкальную школу во Фрайбурге по классу флейты (Густав Шек) и по классу хорового дирижирования (Конрад Лехнер). В 1957 году переехал в Базель, где с тех пор живёт. С 1950-х годов работал флейтистом в камерном оркестре Cappella Coloniensis (при Западногерманском радио), одном из первых барочных оркестров, в 1984–2000 годах — его главный дирижёр. Около 1972 года основал и возглавил ансамбль старинных инструментов Linde-Consort, с которым гастролировал и записывался до конца 1980-х годов. В качестве дирижёра также участвовал в международных фестивалях старинной музыки, в том числе несколько раз дирижировал на Инсбрукском фестивале старинной музыки. Изредка выступал в качестве дирижёра барочных и раннеклассическиих опер («Гризельда» А. Вивальди, «Die grossmütige Tomyris» Р. Кайзера).
Много лет преподавал в Базельской музыкальной академии. По рекомендации Августа Венцингера с 1957 года вёл классы старинной флейты и камерного ансамбля в Schola Cantorum Basiliensis. В 1976—1979 годах был деканом факультета в Высшей музыкальной школе, в 1979 году организовал в ней класс хорового дирижирования, которым руководил до 1995 года. Автор пяти учебных пособий по игре на блокфлейте, в том числе «Handbuch des Blockflötenspiels, 3. Auflage» (1997; книга переведена на английский язык). Написал книгу мемуаров (2000).
Среди многих аудиозаписей — флейтовые концерты В. А. Моцарта, Яна Стамица, К. Диттерсдорфа, Ж.-М. Леклера, Дж. Саммартини, А. Вивальди и других композиторов.